# Metsolansuo
Metsolansuo är ett träsk i Finland. Det ligger i Alkärr, Vanda i landskapet Nyland, i den södra delen av landet, 22 km norr om huvudstaden Helsingfors.